# شانغهاي إس إتش 760
شانغهاي إس إتش 760، هي سيارة صينية حديثة، تم صنعها من قبل شركة شنغهاي لتصنيع ماكينات الطاقة، وصدرت السيارات في الأسواق الصينية ما بين عام 1959 و1964،